# Trachinops
Trachinops ist eine Fischgattung aus der Familie der Mirakelbarsche (Plesiopidae). Die vier Arten der Gattung kommen an der Süd-, Südwest- und Südostküste Australiens vor. In Australien werden sie wegen ihrer schaukelnden Schwimmweise in Anlehnung an den hawaiianischen Tanz als Hulafische bezeichnet.

## Merkmale
Trachinops-Arten werden 8 bis 15 cm lang und haben einen langgestreckten Körper, dessen Standardlänge beim 5- bis 7-fachen der Körperhöhe liegt. Die mittleren Strahlen der Schwanzflosse sind lang ausgezogen. Die Fische sind hellbraun oder hell graublau gefärbt und oft mit dunklen oder farbigen Längsstreifen ausgestattet oder mit einem auffälligen Fleck auf dem Schwanzflossenstiel.
Morphometrie:
- Flossenformel: Dorsale (X)XI–XIV(XV)/16–21; Anale III/17–23; Pectorale 14–18; Ventrale 1/4 Caudale 7+8.

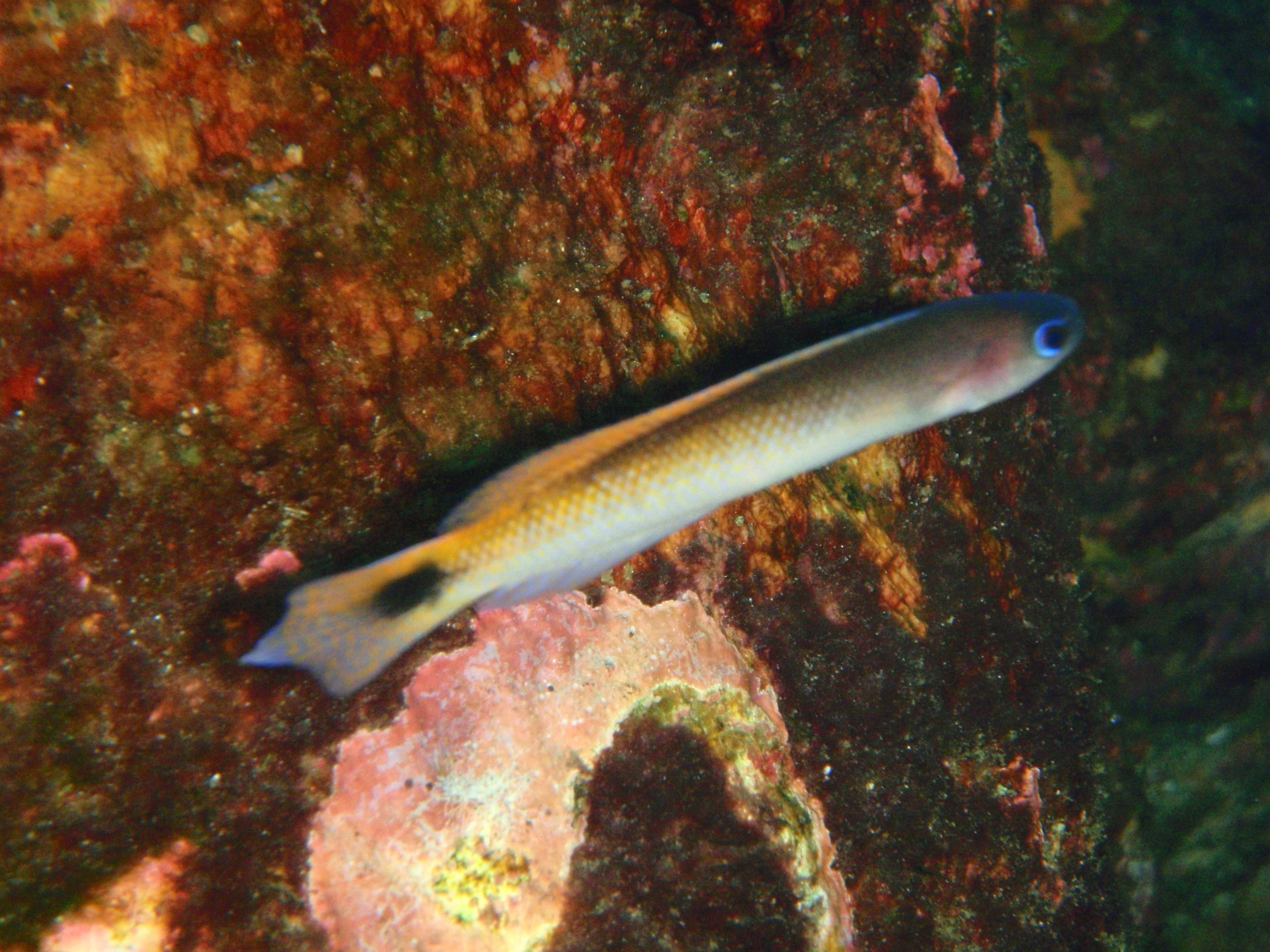
Trachinops caudimaculatus

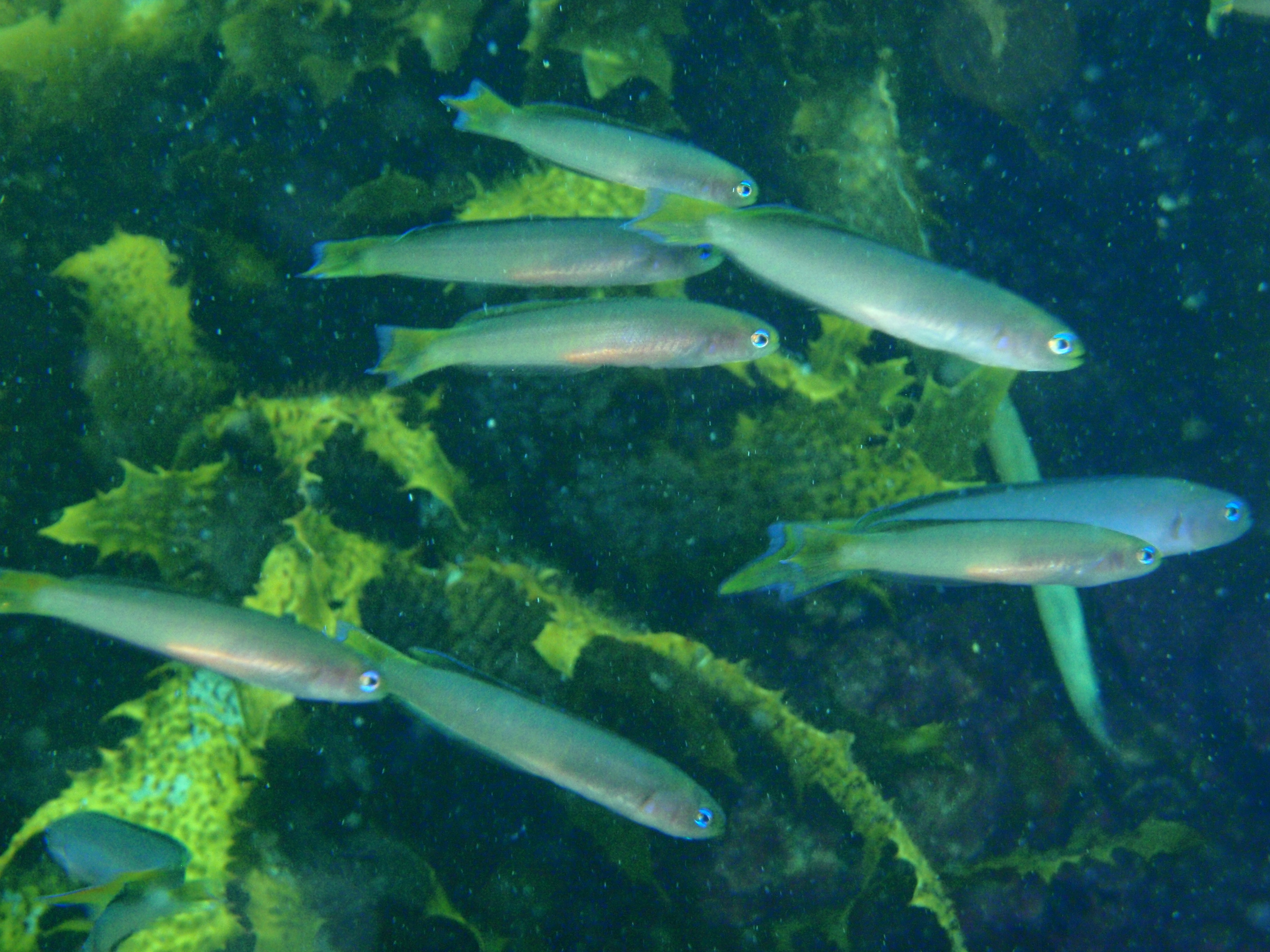
Trachinops noarlungae

- Schuppenformel: SL 38–90 + 0–18.
- Kiemenrechen 23–31.
- Branchiostegalstrahlen 6.

## Lebensweise
Trachinops-Arten leben ähnlich wie Fahnenbarsche in Schwärmen, die mehr als 100 Exemplare umfassen können, in Tiefen von 10 bis 35 Metern an überwiegend felsigen Küsten. Auf der Jagd nach Zooplankton schwimmen sie mit undulierenden Bewegungen des Rumpfes mehrere Meter über dem Meeresgrund. Wie andere Mirakelbarsche sind sie brutpflegend, wobei das Männchen die Eier bewacht und betreut.

## Arten
Es gibt vier Arten in zwei Untergattungen:
- Untergattung Paratrachinops
  - Trachinops brauni Allen, 1977
- Untergattung Trachinops
  - Trachinops caudimaculatus McCoy, 1890
  - Trachinops noarlungae Glover, 1974
  - Trachinops taeniatus Günther, 1861